# Аксютинский сельсовет
Аксютинский сельсовет — сельское поселение в Асекеевском районе Оренбургской области Российской Федерации.
Административный центр — село Аксютино.

## История
9 марта 2005 года в соответствии с законом Оренбургской области № 1893/321-III-ОЗ образовано сельское поселение Аксютинский сельсовет, установлены границы муниципального образования.
26 июня 2013 года  в соответствии с законом Оренбургской области № 1636/451-V-ОЗ с Аксютинским сельсоветом объединен Думинский сельсовет.

## Население
| 2010 | 2012 | 2013 | 2014 | 2015 | 2016 | 2017 |
| ---- | ---- | ---- | ---- | ---- | ---- | ---- |
| 261  | ↘255 | ↘247 | ↗417 | ↘399 | ↘380 | ↘361 |
| 2018 | 2019 | 2020 | 2021 |      |      |      |
| ↘350 | ↘326 | ↘312 | ↘289 |      |      |      |

## Состав сельского поселения
| № | Населённый пункт | Тип населённого пункта       | Население |
| - | ---------------- | ---------------------------- | --------- |
| 1 | Аксютино         | село, административный центр | ↘247      |
| 2 | Глазово          | посёлок                      | 23        |
| 3 | Думино           | посёлок                      | 177       |